# Geschichte Pommerns
Die Geschichte Pommerns umfasst die Entwicklungen der Region Pommern von der Urgeschichte bis zur Gegenwart. Pommern ist eine Region an der südlichen Ostseeküste zwischen der Mecklenburgischen Seenplatte im Westen und der Weichsel im Osten. Der Teil westlich der Oder wird Vorpommern genannt und gehört (bis auf die Gegend um Stettin) heute zum deutschen Bundesland Mecklenburg-Vorpommern. Das östlich der Oder gelegene Hinterpommern wurde – wie auch die Region um Stettin und die anderen Gebiete östlich der Oder-Neiße-Grenze – im Gefolge des Zweiten Weltkriegs zu einem Teil Polens.
Der Name Pommern ist slawischer Herkunft: po more – (Land) „am Meer“.

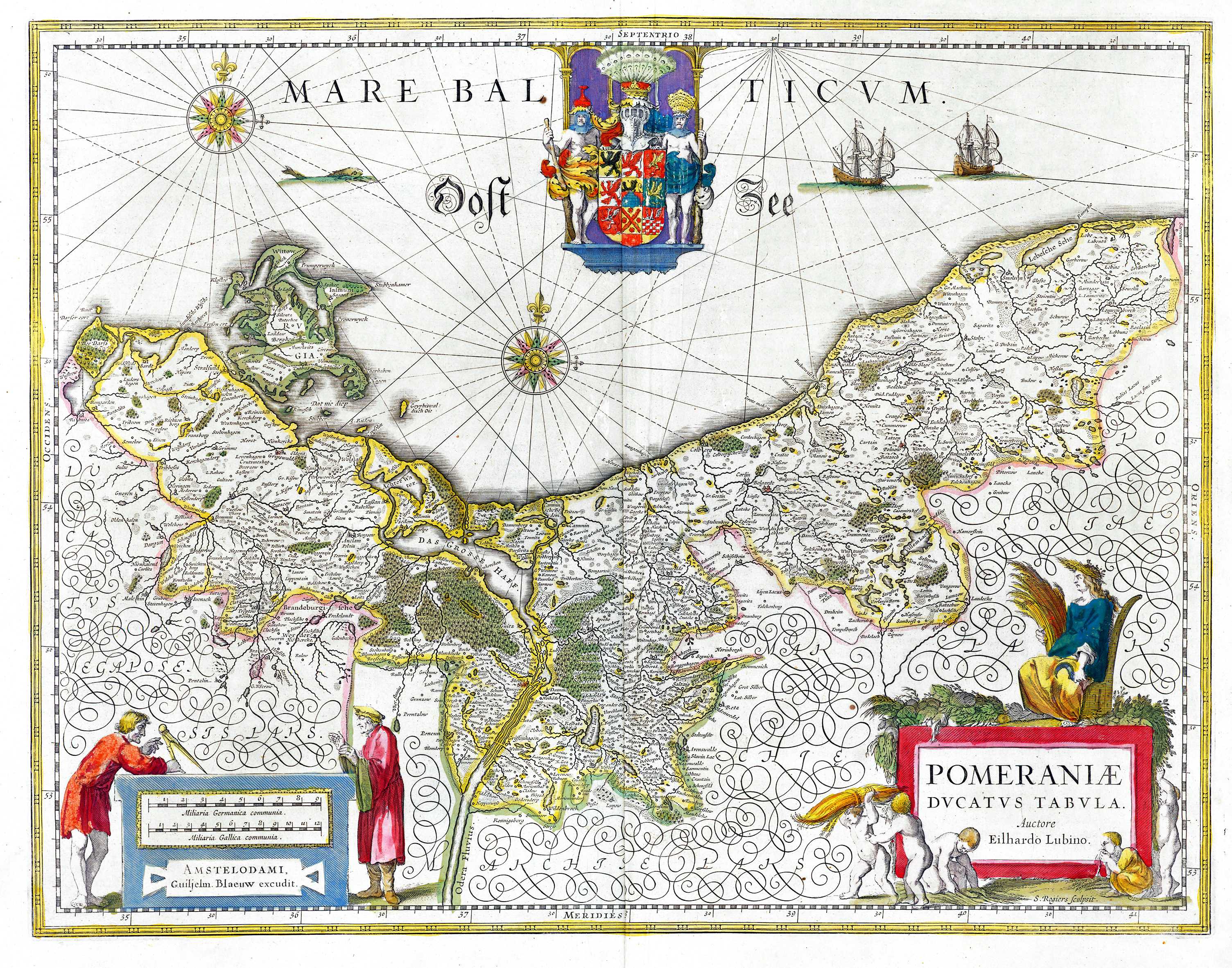
Pommern im 17. Jahrhundert, aus dem Atlas Blaeu (1662)

## Frühzeit und Germanen

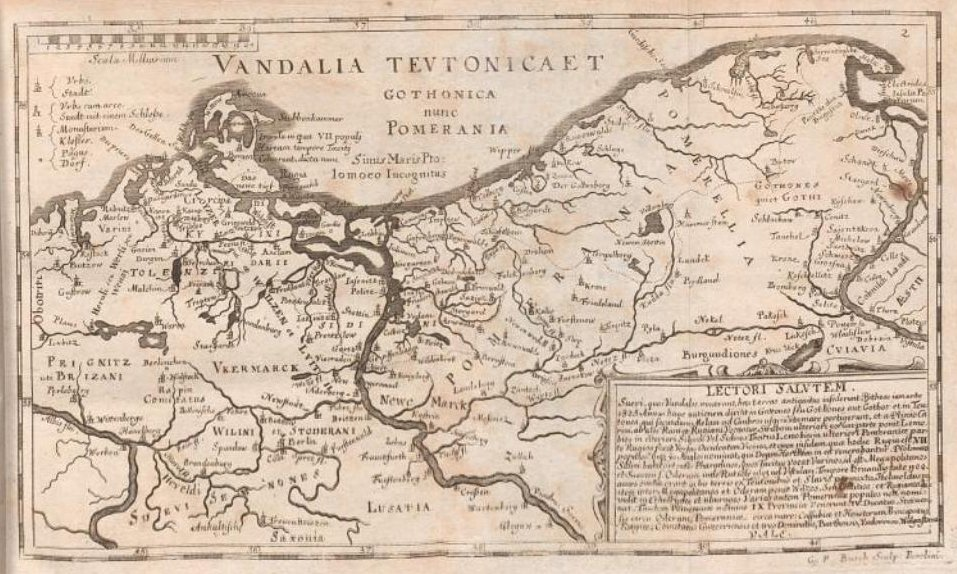
Landkarte Vandalia Teutonica et Gothonica nunc Pomerania, veröffentlicht 1723 von Johannes Micraelius

Das Gebiet des heutigen Pommerns ist seit der Steinzeit besiedelt.
Im 8. bis 6. Jahrhundert vor Chr. dehnten Träger der Lausitzer Kultur ihr Siedlungsgebiet entlang der Oder bis zur Ostseeküste aus. Vorpommern gehörte seit dem 5. Jahrhundert v. Chr. zur germanischen Jastorf-Kultur. Antike Autoren um die Zeitenwende nennen hier die Rugier. Im 7. Jahrhundert v. Chr. entstand westlich der Weichselmündung die Pommerellische Gesichtsurnenkultur. Diese Kultur dehnte sich später über große Teile des Weichselgebiets aus. Namentlich als germanisch sprechendes Volk erwähnt wurden die Bastarnen, allerdings erst, als sie sich im letzten Jahrhundert vor der Zeitenwende im östlichen Donauraum ansiedelten. Seit etwa 100 vor Chr. wanderten die Goten ins Weichselgebiet ein. Deren Spuren, die Wielbark-Kultur, zeigen eine Mischkultur aus nordischen und anderen Elementen. Teile der Goten begannen schon um 200 nach Chr., nach Südosten abzuwandern. Während der Völkerwanderung verließen zwischen dem 4. und 6. Jahrhundert nach Chr. viele Germanen das Land südlich der Ostsee.

## Slawische Besiedelung

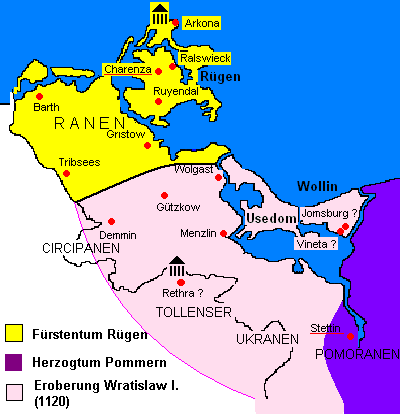
Vorpommern in der Slawenzeit

Das überwiegend unbewohnte Gebiet wurde von Slawen besiedelt, die aus östlicher Richtung kamen. Nur an einigen Stellen auf Rügen, am Stettiner Haff und östlich entlang der Ostseeküste ist eine Siedlungskontinuität von der germanischen in die slawische Zeit nachgewiesen. Verbliebene germanische Bevölkerungsteile können sich den Slawen assimiliert oder auch – an der Küste – ihre Verbindungen nach Skandinavien aufrechterhalten haben (Jomswikinger).

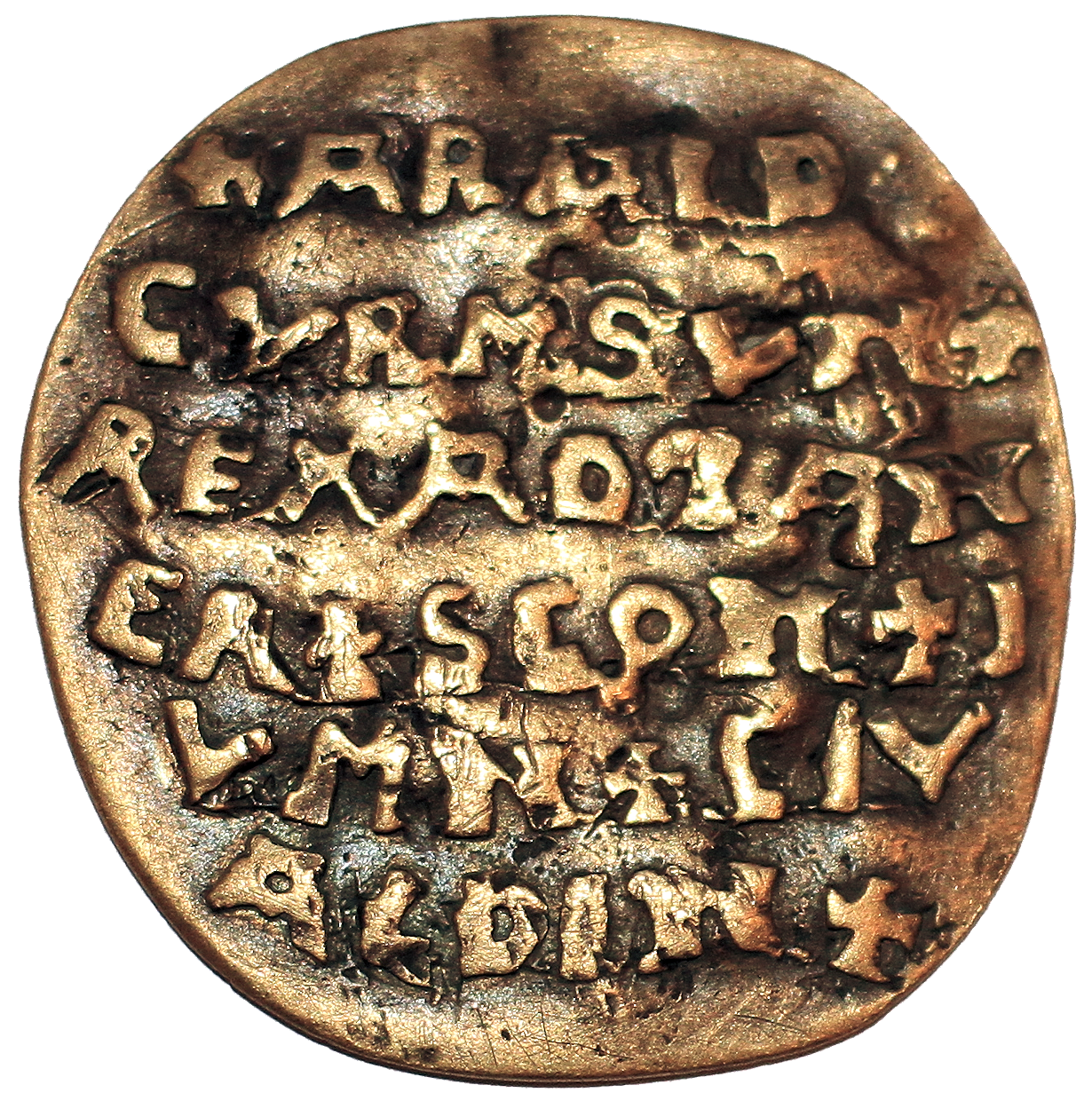
Harald Blauzahns Goldscheibe – Obverse, Jomsborg, 980s

Die verschiedenen Stämme der Slawen wurden vielfach nach ihrem Siedlungsgebiet benannt. Westlich der Oder waren das die Zirzipanen und Tollenser, die zusammen mit anderen Stämmen den Wilzen und später Liutizen zugerechnet werden. Auf den Inseln lebten die R(uj)anen (um und auf Rügen) und die Wolliner (um Wollin). Der Name der Rujanen wie auch der Insel Rügen geht wahrscheinlich direkt auf die assimilierten Rugier zurück. Östlich der Oder siedelnde Slawen wurden Pomoranen genannt (=„am Meer“, im Gegensatz zu den südlicher siedelnden „Polanen“ des Inlandes). Es entstanden Burgen (z. B. Demmin, Stettin, Kolberg), wendisch-skandinavische Handelsplätze (Ralswiek, Menzlin, Vineta) und Heiligtümer (Jaromarsburg). Neben Ackerbau, Viehzucht und Imkerei betrieben diese Ostseewenden auch die Seefahrt. Dabei waren sie nicht nur Fischer, sondern auch Händler. Ähnlich wie dies zu der damaligen Zeit in Skandinavien üblich war, betätigten sich manche dieser Seefahrer nebenher als Piraten.
Ab dem 10. Jahrhundert gerieten die Slawen des späteren Pommern in den Einflussbereich ihrer Nachbarn. Um die kleinen, heidnischen wendischen Stämme herum waren starke, feudale, christliche Mächte mit expansiven Interessen entstanden: Aus dem Westen drohten ihnen die deutschen Landesfürsten des Heiligen Römischen Reichs, vom Norden her die Dänen und aus dem Südosten die polnischen Piasten.

## Instabile Herrschaftsverhältnisse

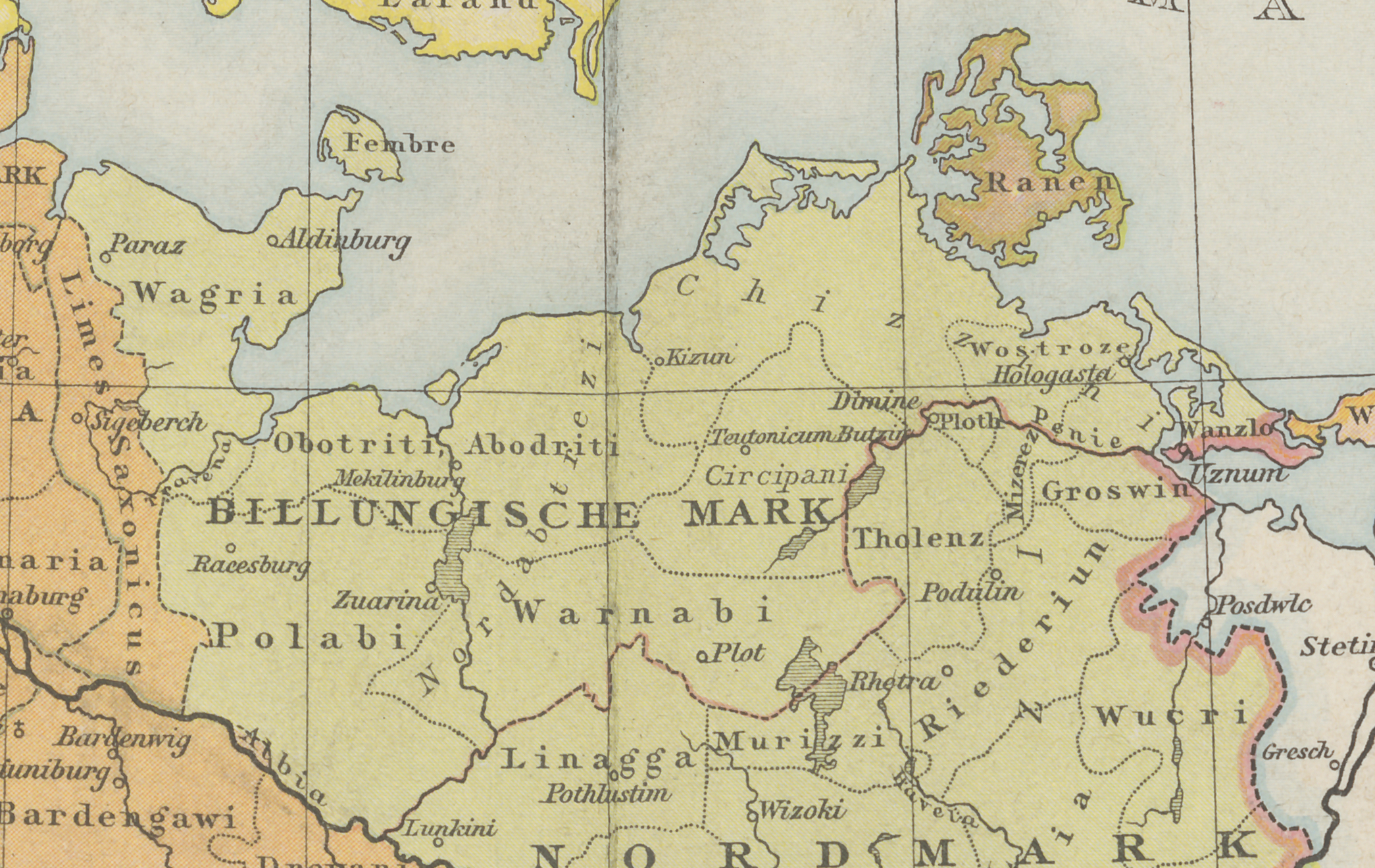
Mark der Billunger und Nordmark
(deutscher Geschichtsatlas von 1886)

Durch Otto I., den König des Ostfrankenreichs, wurde 936 die Mark der Billunger und südlich davon die Sächsische Ostmark (die spätere Nordmark) eingerichtet. Im Jahr 955 wurden diese Marken nach dem Sieg der verbündeten Sachsen und slawischen Ranen über die Obodriten in der Schlacht an der Raxa (Recknitz) auf Teile Pommerns ausgedehnt. Durch den großen Slawenaufstand (983) des Liutizen-Bündnisses wurden große Teile des Slawengebietes östlich der Elbe wieder unabhängig. Die Mark der Billunger wurde ganz aufgegeben. Hauptort der Liutitzen wurde der Tempelort Rethra am Tollensesee. Das Bündnis zerfiel zwar relativ schnell wieder, aber die Obodriten bauten für mehrere Jahrzehnte ein Königreich auf, das außer dem heutigen Mecklenburg auch große Teile Brandenburgs umfasste.
Der polnische Herzog Bolesław I. der Tapfere gründete im Jahre 1000 im Einvernehmen mit Kaiser Otto III. ein Missionsbistum in Kolberg. Jedoch zwangen um 1010 die heidnischen Pomoranen den dort eingesetzten Bischof Reinbern zur Flucht, womit die kurze Geschichte des Bistums Kolberg endete. Als um 1035 eine heidnische Reaktion eine Staatskrise in Polen auslöste, machten die Pomoranen sich durch einen Aufstand auch politisch unabhängig. Nach Ende der Krise um 1040 stellten die Piasten ihre Hoheit über die Pomoranen und damit deren Tributpflicht 1042 wieder her.
Der erste annalistisch namentlich erwähnte Fürst der Pomoranen ist der für 1046 erwähnte Herzog Zemuzil. Im Jahre 1046 lud der deutsche König Heinrich III. die Herzöge Kasimir I. den Erneuerer von Polen, Břetislav I. von Böhmen und Zemuzil von Pommern zum Abschluss einer Friedensregelung nach Merseburg.
Im Winter 1068/69 wurde das lutizische Hauptheiligtum Rethra durch deutsche Truppen zerstört, dessen Funktion als religiöses Zentrum der heidnischen Westslawen von nun an die rüganische Jaromarsburg auf dem Kap Arkona übernahm. 1091 wurde Stettin von Władysław I. Herman, Herzog von Polen, eingenommen. Jedoch waren die Pomoranen immer bemüht, so unabhängig wie möglich zu bleiben.
Rügen samt dem angrenzenden Festland bis an die Flüsse Ryck und Reckitz war zu der Zeit noch kein Teil Pommerns, sondern das eigenständige Fürstentum der Ranen. Lange Zeit konkurrierte es mit den Dänenkönigen um die Vormacht in der westlichen Ostsee. Dann eroberte 1168 König Waldemar I. von Dänemark das Fürstentum Rügen, unterwarf die ranischen Rügenfürsten seiner Lehenshoheit und ließ das Gebiet christianisieren. Die Fürsten von Rügen blieben bis zum Aussterben der Dynastie im Jahre 1325 Lehnsleute der dänischen Könige.

## Herausbildung des christlichen Herzogtums
Der polnische Herzog Bolesław III. Schiefmund unterwarf das Gebiet um die Odermündung und Hinterpommern mit den Hauptburgen Cammin und Stettin in drei Feldzügen der Jahre 1116, 1119, 1121. Strittig ist, ob Herzog Wartislaw I. von Pommern sich ihm nach der Einnahme von Stettin 1121 unterwerfen musste oder von ihm eingesetzt wurde. Herzog Wartislaw I. leistete Tributzahlungen und versprach die Christianisierung. Er ist der erste bekannte Pommernherzog aus der Dynastie der Greifen, die bis zu ihrem Aussterben 1637 Pommern regierten.
Bolesław hatte ein Interesse daran, das soeben unterworfene Pommern zu christianisieren. Die von ihm unterstützte Missionsreise eines aus Spanien stammenden Bischofs Bernhard 1121/1122 blieb erfolglos. Auf Veranlassung Bolesławs unternahm dann 1124/1125 Bischof Otto von Bamberg seine erste Missionsreise nach Pommern, die bereits sehr erfolgreich war. Sie betraf das unter der Herrschaft Wartislaws I. stehende Gebiet zwischen Oder und Persante bzw. dem Gollenberg, also das westliche Hinterpommern. Wohl zur selben Zeit unterwarf Wartislaw I., möglicherweise mit polnischer Hilfe, die lutizischen Siedlungsgebiete westlich der Oder bis Güstrow und zur Müritz. Unabhängig blieb das Ranenreich zwischen Ryck und Recknitz mit der Insel Rügen.
1128 unternahm Otto von Bamberg, diesmal vom römisch-deutschen König Lothar III. und deutschen Fürsten unterstützt, seine zweite Missionsreise nach Pommern, die ihn nunmehr in das lutizische Siedlungsgebiet westlich der Oder führte. Im Beisein Herzog Wartislaws I. nahmen die Großen des Landes, unter ihnen die Kastellane von Demmin und Wolgast, zu Pfingsten 1128 auf einer Versammlung in der Burg Usedom das Christentum an. Die Tempel der Hauptorte der unter pommersche Herrschaft geratenen und zu Kastellaneien umgewandelten Stammesgebiete wurden geschleift, so in Gützkow und Wolgast.
Nach dem Tod Bolesławs III. im Jahre 1138 versuchten Herzog Heinrich der Löwe von Sachsen und Bayern und der König von Dänemark, ihre Macht auf Pommern auszudehnen. 1147 führte der Wendenkreuzzug deutsche und polnische Kreuzfahrer in das doch bereits christlich gewordene Pommern, nämlich nach Demmin und Stettin. Nach der Schlacht bei Verchen im Jahr 1164 brachte Heinrich der Löwe Bogislaw I. und Kasimir I., die Söhne Wartislaws I., in seine Abhängigkeit. 1168 übertrug Jacza von Köpenick den Greifenherzögen das Land der Sprewanen. Mit diesem und dem Land Barnim erstreckte sich deren Hoheitsgebiet zwischen der oberen Havel im Westen und der Oder im Osten weit nach Süden, grenzte im Südosten an Schlesien und im Südwesten an die Markgrafschaft Meißen. 1177 unternahm Heinrich der Löwe im Bündnis mit Markgraf Otto I. von Brandenburg erneut einen Kriegszug in Pommern. Nach längerer Eskalation des Konfliktes zwischen Heinrich und den Staufern wurde 1180 die Reichsacht über Heinrich verhängt.
Im selben Jahr schloss sich Bogislaw I. dem Lehnsverband des Heiligen Römischen Reiches an. 1181 erhob Kaiser Friedrich I. Barbarossa ihn und seine Dynastie in den Rang eines Reichsfürsten und verlieh ihm den Titel Herzog Slawiens. Die Greifen bezeichneten sich hinfort manchmal als Herzöge von Slawien, manchmal aber weiterhin als Herzöge der Pommern.
1185 wurde Pommern allerdings von Dänemark besetzt und fiel erst nach der Schlacht bei Bornhöved (1227) an das römisch-deutsche Reich zurück.
1231 bestätigte Kaiser Friedrich II. den Markgrafen Otto III. und Johann I. von Brandenburg ihre vorher ihrem Vater gewährten Rechte über die Markgrafschaft und in diesem Zusammenhang auch das privilegium liberalitatis una cum ducato Pomeraniæ („mit einem Herzogtum Pommern“). „Liberalitas“ mag hier Hoheit, Souveränität, bedeuten (In Urkunden Friedrichs I. findet sich auch die Wendung „liberalitas nostra“).

## Christianisierung des Reichslehens
In Pommern erfolgten zahlreiche Klostergründungen. 1180 gründeten niedersächsische Prämonstratenser das Kloster Belbuck. Mecklenburgische Zisterzienser gründeten 1173 das Kloster Kolbatz und dänische 1199 das Kloster Hilda. Im zunächst von Gnesen aus missionierten Hinterpommern wurde das Bistum Cammin errichtet, die Insel Rügen wurde Teil des dänischen Bistums Roskilde, das ranische Festland kam zum Bistum Schwerin.
Im 12. und 13. Jahrhundert wurde Pommern, dessen Bevölkerung zuvor durch die Feldzüge Bolesławs III., frühere dänische Feldzüge sowie auch durch Epidemien beträchtlich dezimiert worden war, verstärkt von angeworbenen deutschen Kolonisten besiedelt. Förderer der Einwanderung waren die Rügenfürsten und die pommerschen Greifenherzöge, die die Einwohnerzahl und Steuerkraft ihres Lehens steigern wollten. Diese Dynastien internationalisierten sich schnell durch Heirat in den europäischen Hochadel und umgaben sich mit deutschem Gefolge, allein die Namenswahl erinnerte an ihre slawischen Wurzeln. Der niedere slawische Adel profitierte kaum vom Landesausbau und sah sich mit einer starken deutschen Konkurrenz konfrontiert, da auch deutsche Adlige massiv angeworben und privilegiert wurden. Die bäuerlichen Siedler kamen hauptsächlich aus Flandern, (Nieder-)Sachsen, Westfalen, Holland und Dänemark, im südlichen Raum um Stettin auch aus dem Harzer Umland. Dementsprechend erhielten die küstennahen Städte das Lübische und die Städte des Stettiner Raums das Magdeburger Recht (in einer Stettiner Abwandlung).
In den Orten slawischen Ursprungs wurde vielfach der slawische Ortsname unter geringfügiger Anpassung des Lautstandes beibehalten (Beispiel: slawisch „Pozdewolk“ – deutsch „Pasewalk“) und auch die ursprüngliche slawische Bevölkerung miteinbezogen. Die Kolonistendörfer wurden entweder neu (auf gerodetem Waldboden oder Wüstungen), oder neben bzw. als Erweiterung slawischer Dörfer angelegt, wobei der ursprüngliche slawische Name meist auf das deutsche Dorf übertragen und der slawische Kietz mit dem Zusatz „Wendisch-“ oder „Klein“ versehen wurde. Ansonsten gehen die Ortsnamen meist auf die Lokatoren zurück, die gerne auch ihren eigenen Namen auf den Ort übertrugen (z. B. Anklam von dem Lokator Tanglim). Obwohl in unmittelbarer Nachbarschaft, lebten Neusiedler und Alteingesessene kulturell und rechtlich zunächst in völlig unterschiedlichen Systemen. Die angekommenen Flamen und anderen Deutschen verfügten über Ackerbau- und Meliorationstechniken, die den traditionellen Methoden überlegen war. Dies war auch ein Grund für deren massive Anwerbung. Das Anwerben war mit einer Reihe von Privilegien gegenüber den Einheimischen verbunden. Diese vorteilhaftere „deutsche“ Stellung und die hohe Zahl der deutschen Zuwanderung führte in der Folgezeit zu einer Assimilation der Einheimischen durch die Zugewanderten statt umgekehrt, das Ergebnis dieses Prozesses wird auch als Neustamm der Pommern (im Gegensatz zu den slawischen Pomoranen oder Kaschuben) bezeichnet.
Städte entstanden überwiegend neben den Burgwällen, wobei letztere meist im Zuge der Privilegierung der Städte geräumt oder abgetragen wurden. So wurden durch die Greifenherzöge etwa 1250 Greifswald, 1255 Kolberg, 1259 Wolgast, 1262 Greifenberg mit Lübischem und 1243 Stettin und 1243/53 Stargard mit Magdeburger Recht ausgestattet. Im Fürstentum Rügen, das noch kein Teil Pommerns war, wurde 1234 Stralsund das Stadtrecht verliehen.
Die Küsten- und Handelsstädte erlebten bald nach ihrer Gründung durch die Hanse einen bis zu deren Niedergang anhaltenden wirtschaftlichen Aufschwung, mit dem weitere Privilegien und eine weitgehende Unabhängigkeit vom Adel einhergingen. Sie verfügten über eigene Flotten und Streitkräfte. Die Landstädte hingegen blieben landwirtschaftlich geprägt, waren jedoch keine Ackerbürgerstädte. Daneben gab es über das ganze Land verstreut die Landsitze des niederen Adels, die sich oft als Raubritter betätigten und mit den Städten regelrechte Kleinkriege führten.

## Spaltung des Greifenherzogtums

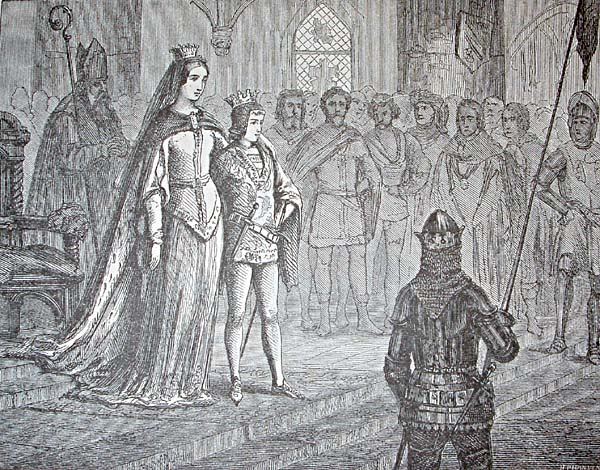
Erich von Pommern wird als Nachfolger der Königin Margarethe I. zum nordischen Unionskönig bestimmt.

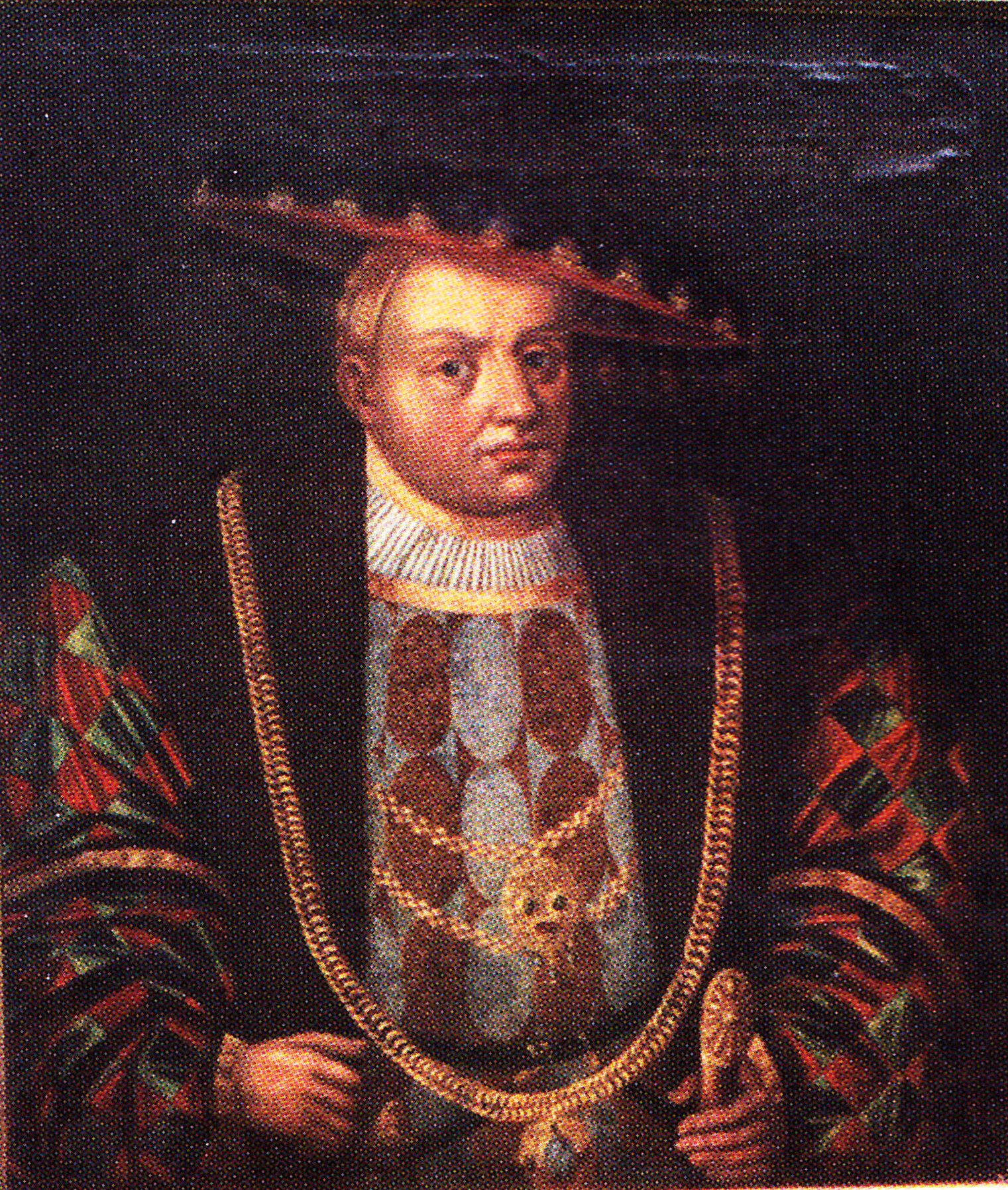
Größte Blüte und Machtentfaltung Pommerns unter dem Greifen Bogislaw dem Großen, Herzog von Pommern.

1295 erfolgte eine Teilung des Herrschaftsgebietes der Greifen in das Herzogtum Pommern-Stettin (binnenländischer Teil mit Städten nach Magdeburger Recht beiderseits der Oder und südlich des Stettiner Haffs) und das Herzogtum Pommern-Wolgast (Gesamte Küstengebiete mit Städten Lübischen Rechts, in Vorpommern nördlich der Peene einschließlich Demmin und Anklam).

## Zugewinn Rügens
Das Fürstentum Rügen (Insel Rügen nebst gegenüber liegendem Festland mit den Städten Stralsund, Barth, Damgarten, Tribsees, Grimmen und Loitz) fiel nach dem Aussterben der Rügenfürsten 1325 an Pommern-Wolgast, das diese Erwerbung aber in den Rügischen Erbfolgekriegen verteidigen musste. Nach deren Abschluss entfiel die dänische Lehenshoheit und 1354 wurde Rügen Reichslehen. Das Herzogtum Pommern-Wolgast wurde bis zur Mitte des 15. Jahrhunderts noch mehrfach weiter geteilt.

## Machtkämpfe im Spätmittelalter
Nach dem Ende der dänischen Lehnshoheit über Vorpommern 1227 erhob die Markgrafschaft Brandenburg der Askanier Ansprüche auf die Lehnshoheit über Pommern. Diese Ansprüche wurden von Kaiser Friedrich II. unterstützt, der im Dezember 1231 in Ravenna die bereits von Friedrich I. vorgenommene Belehnung der Markgrafen von Brandenburg mit Pommern unter Bezugnahme auf die von alters her bestehenden Anrechte erneuerte. In dem Vertrag von Kremmen (1236) erkannte einer der pommerschen Herzöge, Herzog Wartislaw III., die brandenburgische Lehnshoheit an und trat Gebiete an Brandenburg ab. Für den Fall, dass Herzog Wartislaw III. sterben würde, ohne Söhne zu hinterlassen, sollte sein Landesteil an Brandenburg fallen. Dieses Heimfallrecht wurde durch den von Herzog Barnim I. geschlossenen Vertrag von Landin (1250) wieder beseitigt. Nach Wartislaws Tod fiel sein Landesteil demgemäß an Barnim I.
Die Anrechte Brandenburgs wurden ein weiteres Mal 1295 in Mühlhausen bestätigt. Die Folge war eine Reihe von Konflikten zwischen den Herzögen von Pommern (Pommern war zu dieser Zeit meist geteilt) und dem Markgrafen von Brandenburg, so der Norddeutsche Markgrafenkrieg (1308–1317) und der Pommersch-Brandenburgische Krieg (1329–1333). Auch der Pommerellische Erbfolgestreit, der 1294 nach dem Tode des letzten Herzogs von Pommerellen, Mestwin II., ausbrach, berührte Pommern.
Unter Herzog Barnim III. wurde Pommern 1348 dank guter Beziehungen zu König Karl IV. als reichsunmittelbares Herzogtum bestätigt. Bald war es aber wieder dem brandenburgischen Machtstreben ausgesetzt. Erst 1529 akzeptierte Brandenburg endgültig die Reichsunmittelbarkeit Pommerns, erhielt aber im Gegenzug das verbrieften Recht der Erbfolge im Falle des Aussterbens des Greifengeschlechtes.
1456 wurde auf Initiative Rubenows durch Herzog Wartislaw IX. die Universität Greifswald gegründet. 1466 erwarb Herzog Erich II. die im Osten Pommerns gelegenen Lande Lauenburg und Bütow, die seit Anfang des 14. Jahrhunderts zum Deutschordensstaat gehört hatten. Herzog Bogislaw X., der bedeutendste Herzog des Greifengeschlechtes (regierte 1474–1523), einigte 1478 Pommern. Das Land wurde aber schon unter seinen Nachfolgern 1532 vorläufig und 1541/69 endgültig wieder geteilt. Dieses Mal verlief die Teilungslinie jedoch entlang der Oder bzw. Randow, teilte das Herzogtum also in ein westliches – Pommern-Wolgast – und ein östliches – Pommern-Stettin – Herrschaftsgebiet.

## Reformation und Dreißigjähriger Krieg

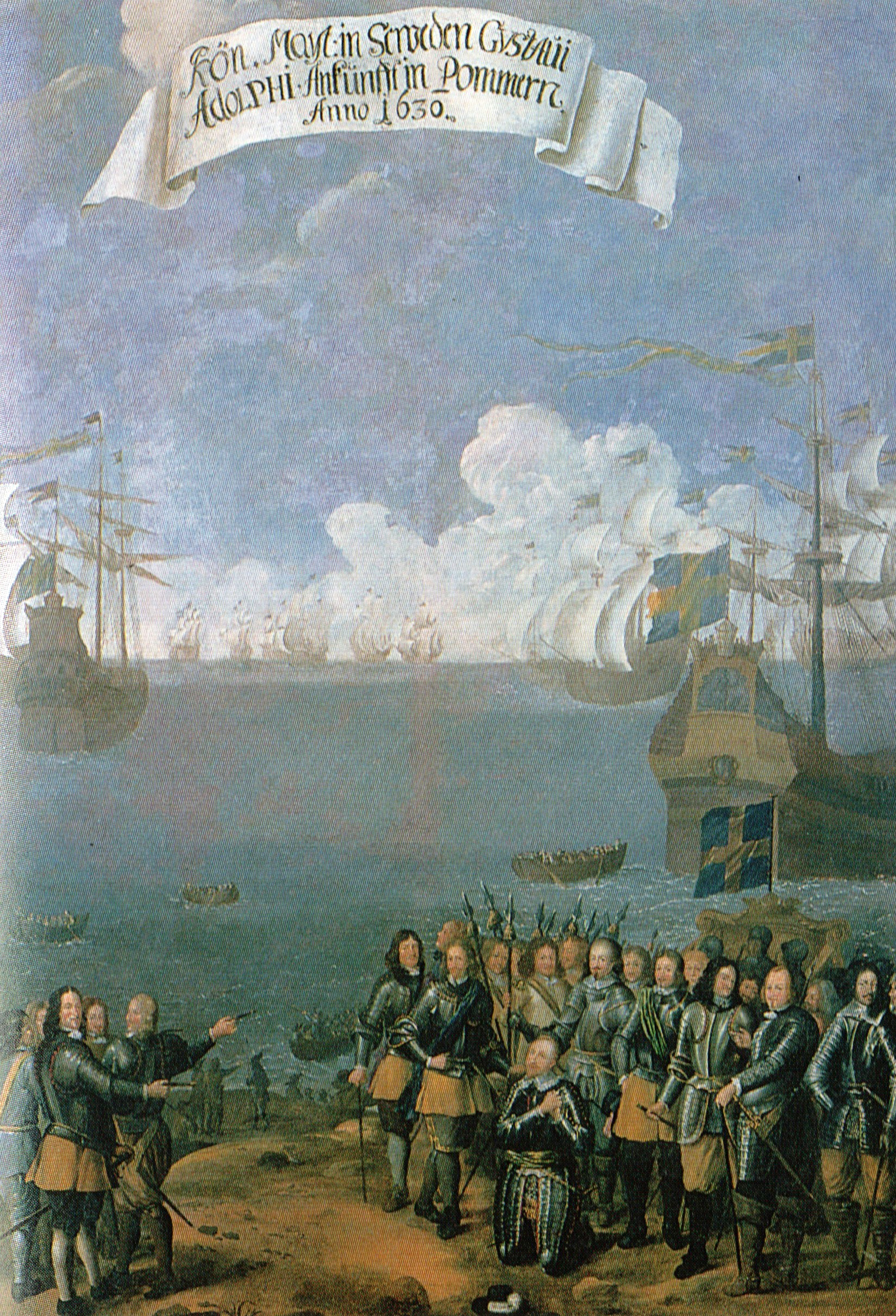
Landung von Gustav II. Adolf in Pommern im Dreißigjährigen Krieg.

Ab 1534 hielt auch in Pommern die Reformation Einzug. 1536 wurde Herzog Philipp I. von Pommern-Wolgast bei seiner Hochzeit mit Maria von Sachsen, einer Tochter Johann Friedrich I. von Sachsen in Torgau von Martin Luther getraut. Der pommersche Pfarrer Johannes Bugenhagen aus Treptow an der Rega wurde als Doctor Pomeranus neben Luther und Melanchthon einer der bekanntesten Reformatoren. Er hatte am Entwurf der in niederdeutscher Sprache abgefassten ersten pommerschen evangelischen Kirchenordnung mitgewirkt, die 1535 in Wittenberg in Druck ging und die die Grundlage bildete für die 1542 herausgegebene revidierte pommersche Kirchenordnung, die ebenfalls in Wittenberg gedruckt wurde. Durch Einziehung der umfangreichen kirchlichen Ländereien einschließlich Auflösung der Klöster seit 1534 erweiterten die Herzöge ihre Machtposition im Land.
Unter Bogislaw XIV. wurde Pommern 1625 nochmals vereint. Die Neutralität Pommerns im Dreißigjährigen Krieg nützte dem Land nicht viel. Pommern wurde wechselseitig von den kaiserlichen Truppen unter Wallenstein und den Schweden unter Gustav II. Adolf geplündert. Nachdem Wallenstein trotz Zusage des Kaisers Ferdinand II. Pommern besetzte, schloss sich 1628 Stralsund und 1630 (nicht ganz freiwillig) ganz Pommern den Schweden an.
Nach dem Tod Bogislaws XIV., der im Jahr 1637 kinderlos starb, hätte das Land an Brandenburg fallen müssen, aber die Schweden hielten das Land weiter besetzt. Pommern verlor im Dreißigjährigen Krieg fast zwei Drittel der Bevölkerung. Das Land war geteilt und lag wirtschaftlich darnieder.
Aus den 1630er Jahren datiert mit dem Bericht durch Pommern die älteste Wochenzeitung der Region.

## Schwedisch-Pommern

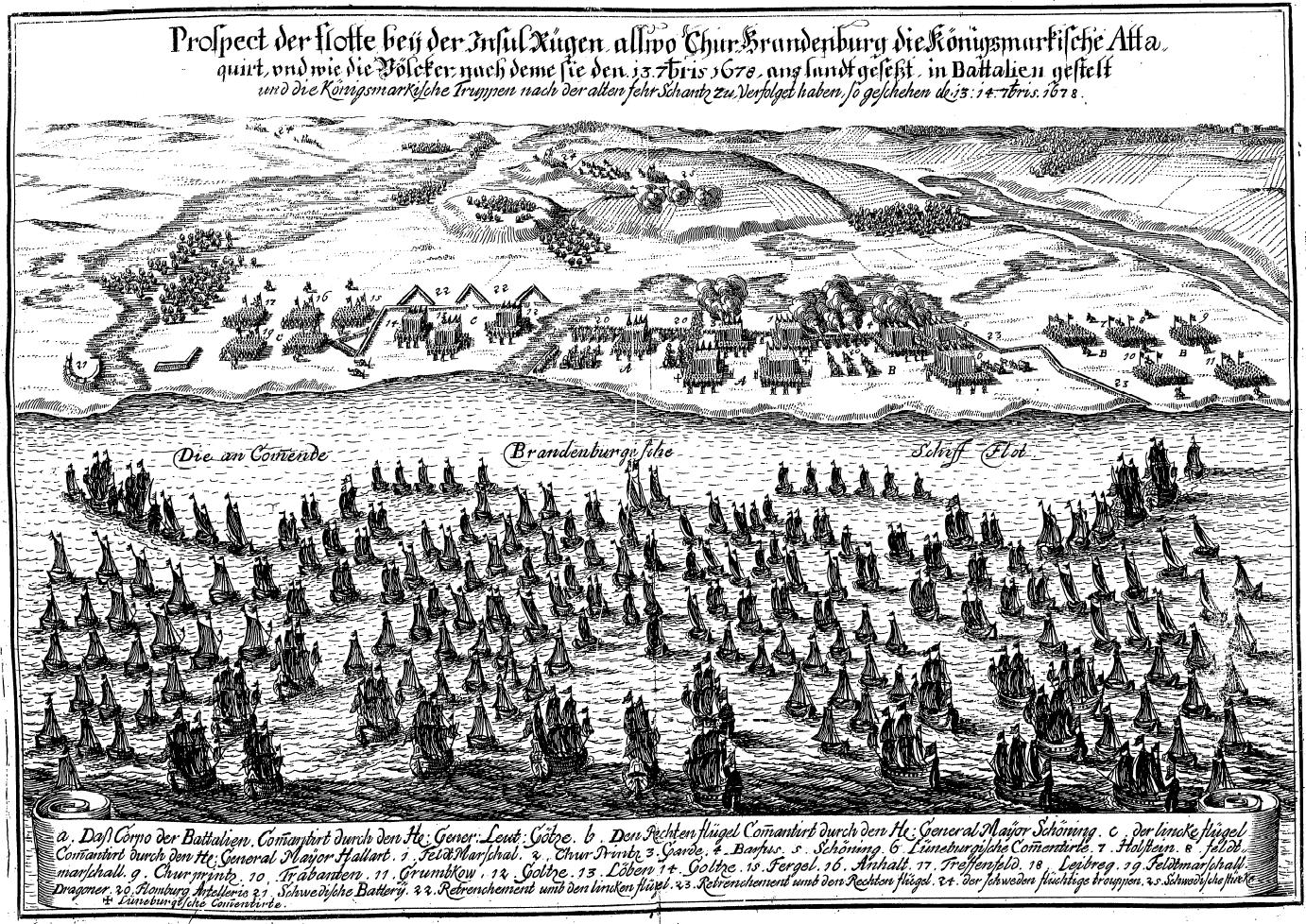
Brandenburg-preußische Landungsflotte am 23. September 1678 bei Neukamp

Durch den Westfälischen Frieden 1648 kam Hinterpommern an Brandenburg-Preußen und Vorpommern wurde zu Schwedisch-Pommern.
Schweden erhielt die pommerschen Besitzungen als ewiges Reichslehen, d. h. die schwedischen Könige regierten dort mit Titel und Rechten der vormaligen Herzöge aus dem Greifenhaus. Königin Christina hielt sich allerdings nicht an die 1648 eingegangene Verpflichtung, ihre Truppen aus Hinterpommern abzuziehen und Hinterpommern dem Kurfürsten Friedrich Wilhelm von Brandenburg zu überlassen. Deshalb entschieden Kaiser und Kurfürstenkollegium bei ihrer Zusammenkunft in Prag im November 1652, den vertragsbrüchigen Schweden Sitz und Stimme im Reichstag bis zum Abzug der Truppen zu verwehren. Daraufhin lenkten die Schweden 1653 ein, sodass die kaiserliche Investitur erfolgen konnte. Auch die Einigung mit den Landständen über die Landesverfassung verzögerte sich und gelang erst 1663 mit der Verabschiedung der Regierungsform, die im Wesentlichen eine revidierte Fassung der Regimentsverfassung von 1634 darstellte, und der anschließenden Huldigung der Landstände. In dieser staatsrechtlichen Form gehörte jener Teil Pommerns von 1648 bis 1806 zu Schweden und unterstand einem Statthalter oder Generalgouverneur, der vom schwedischen König ernannt wurde und dem schwedischen Hochadel angehören musste. Das höchste Gericht der schwedischen Gebiete auf dem Kontinent war ab 1653 das Obertribunal mit Sitz in Wismar. Die Zugehörigkeit zu Schweden hatte allerdings einen Nachteil. Sobald Schweden auf dem Kontinent in Kriege verwickelt wurde, wurde auch Pommern in Mitleidenschaft gezogen. Zweimal, im Jahr 1678 im Schwedisch-Brandenburgischen Krieg und im Jahr 1715 während des Pommernfeldzugs im Großen Nordischen Krieg, waren die Schweden gezwungen, Vorpommern vorübergehend zu räumen. In den anschließenden Friedensverträgen gingen Teile der Provinz an Brandenburg verloren: im Frieden von Saint-Germain (1679) die meisten Gebiete östlich der Oder und 1720 im Frieden von Stockholm das ganze Land südlich der Peene. Seit 1720 bestand Schwedisch-Pommern also nur noch aus Rügen und dem vorpommerschen Gebiet nördlich der Peene. Im Zeitraum 1715–1721 befand sich der nördlich der Peene liegende Teil Vorpommerns unter dänischer Verwaltung.

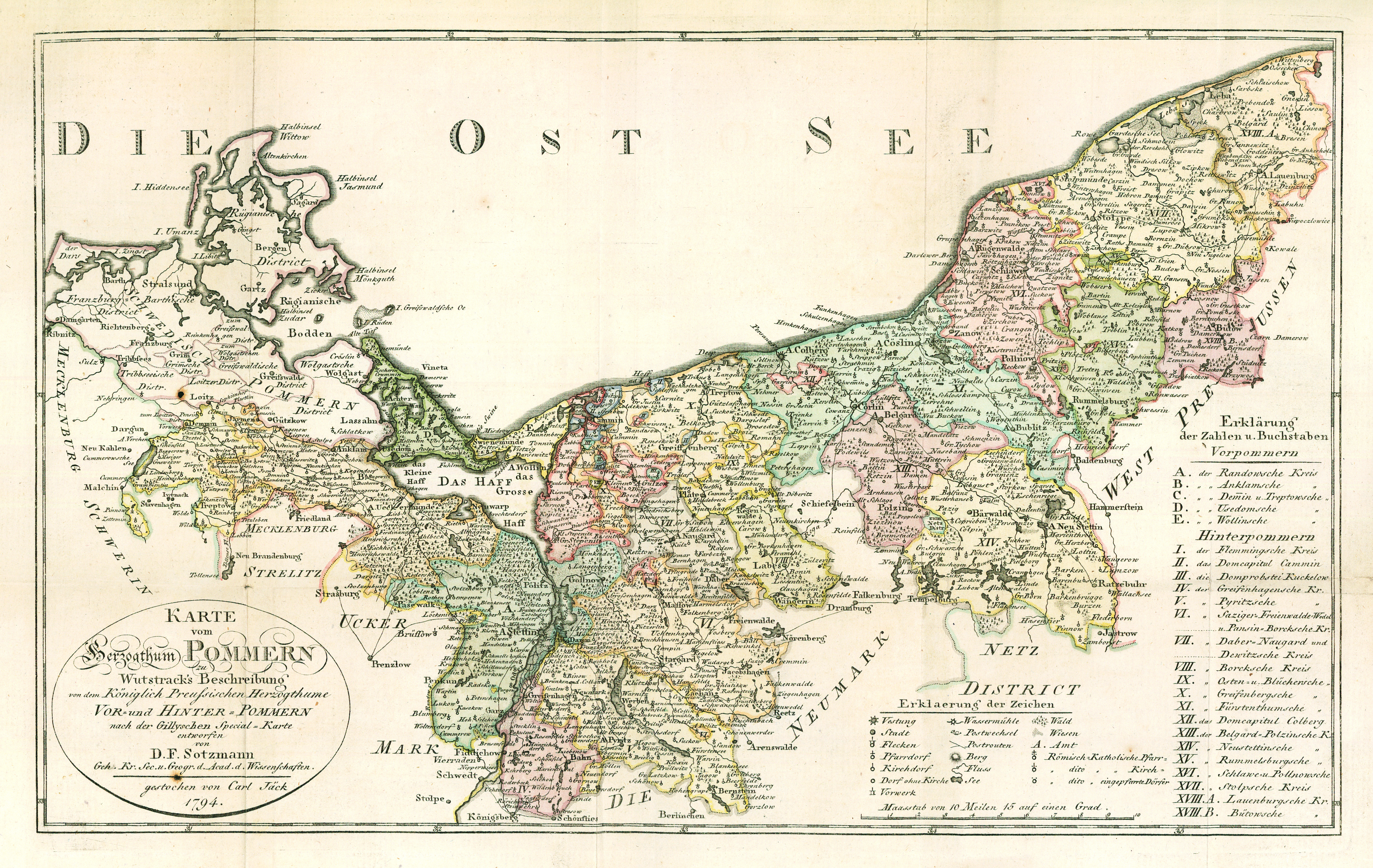
Das Herzogtum Vor- und Hinterpommern um 1794 (nach einem Handbuch von Christian Friedrich Wutstrack aus dem Jahr 1793).

Im Zuge der Auflösung des Alten Reichs 1806 änderte sich auch die staatsrechtliche Stellung Schwedisch-Pommerns. Da sich die Landstände weigerten, einer vom schwedischen König Gustav IV. Adolf geforderten Aufstellung einer Landwehr zuzustimmen, hob dieser am 26. Juni 1806 die bisherige landständische Verfassung und die Zugehörigkeit Schwedisch-Pommerns zum Reich auf. Damit scherte dieses Territorium noch vor der Bildung des Rheinbundes und der Niederlegung der Kaiserkrone durch Franz II. aus dem Reichsverband aus. Die bereits vor dem Greifswalder Landtag vom August 1806 erklärte Einführung der schwedischen Verfassung und zahlreicher Reformen im Rechtssystem, u. a. Aufhebung der Leibeigenschaft, und in der Verwaltung kamen wegen der im Juli 1807 erfolgenden französischen Besetzung nicht oder nur mit erheblicher Verzögerung zustande.

## Übergang an Preußen
Nach einer zweimaligen Besetzung durch Frankreich und seine Verbündeten 1807 bis 1810 sowie 1812/13 gewann Schweden seine letzte verbliebene Provinz vorübergehend wieder zurück und setzte ab 1810 die 1806 beschlossenen Reformen zumindest teilweise noch um. 1813 eroberte Schweden in einem Feldzug gegen Dänemark das mit diesem bis dahin in Personalunion verbundene Norwegen. Im Kieler Frieden vom 14. Januar 1814 wurde Dänemark aber im Gegenzug der Erwerb von Schwedisch-Pommern in Aussicht gestellt. Da Dänemark die auferlegten Kriegsentschädigungen an Schweden nicht zahlen konnte, ergriff Preußen auf dem Wiener Kongress die Gunst der Stunde und vereinbarte den Erwerb Schwedisch-Pommerns gegen Abtretung des Herzogtums Lauenburg an Dänemark und Übernahme der dänischen Zahlungen an Schweden. Die Übergabe durch den schwedischen Generalgouverneur an den Bevollmächtigten Preußens erfolgte im Oktober 1815. Aufgrund der vereinbarten Garantie der überkommenen Rechtsordnung hatte das 1818 als Regierungsbezirk Stralsund endgültig in die preußische Provinz Pommern eingegliederte Gebiet weiterhin lange Zeit eine Sonderstellung. Umgangssprachlich bürgerte sich für Schwedisch-Pommern die Bezeichnung „Neuvorpommern“ bzw. „Neuvorpommern und Rügen“ ein. Damit sollte die Unterscheidung zum bereits 1720 preußisch gewordenen „Altvorpommern“ südlich und östlich der Peene bzw. des Peenestroms kenntlichgemacht werden.

## Landstände und Gutsherrschaft
Im Inneren herrschten Brandenburg-Preußen und Schweden als Herzöge von Pommern, deren Sitz und Stimme auf dem Reichstag sie auch hatten. Brandenburg ging allerdings bereits mit dem Landtagsabschied von 1654 wesentlich offensiver vor und beschnitt die Rechte der Landstände. Schweden einigte sich mit den Landständen erst 1663, wobei die althergebrachten Fundamentalrechte bestätigt wurden. In beiden Landesteilen etablierte sich jedoch der frühmoderne Staat über die Finanz- und Militärverwaltung. Gerade Schwedisch-Pommern galt als hochgerüstetes Gebiet im Reich.
Auf dem flachen Land setzte sich im 17. und 18. Jahrhundert die Gutswirtschaft im vollen Umfang durch. Begleiterscheinung waren leibeigenschaftsähnliche Rechtszustände der abhängigen Landbevölkerung und das sogenannte Bauernlegen, also die Einziehung von Bauernstellen zugunsten der Gutsbetriebe. Dagegen schritten die preußischen Könige aus militärischen Erwägungen seit der Mitte des 18. Jahrhunderts ein und verboten das weitere Einziehen der Bauernstellen, um die Rekrutierung der Soldaten auf der Grundlage des Kantonswesens nicht zu gefährden. In Schwedisch-Pommern unterblieb ähnliches und so erreichte am Ende des 18. Jahrhunderts hier die Gutswirtschaft einen ähnlichen Höhepunkt wie im benachbarten Mecklenburg. Ernst Moritz Arndt, selber Sohn eines freigelassenen Leibeigenen, geißelte die damit im Zusammenhang stehenden Praktiken in mehreren Schriften zu Beginn des 19. Jahrhunderts.
Um die Mitte des 19. Jahrhunderts hatte Pommern in den Grenzen der Provinz Pommern einen Bestand von insgesamt 73 Ortschaften mit Stadtrecht.

## Auswirkung des Friedensvertrags von Versailles
Von den deutschen Gebietsverlusten nach dem Ersten Weltkrieg im Anschluss an die Regelungen des Versailler Vertrags blieb Pommern weitgehend unberührt. Lediglich Teile der östlichen Kreise Bütow, Lauenburg und Stolp mit insgesamt 9,64 Quadratkilometern und 224 Einwohnern (Meldestand von 1910) wurden an Polen abgetreten.

## Nach dem Zweiten Weltkrieg

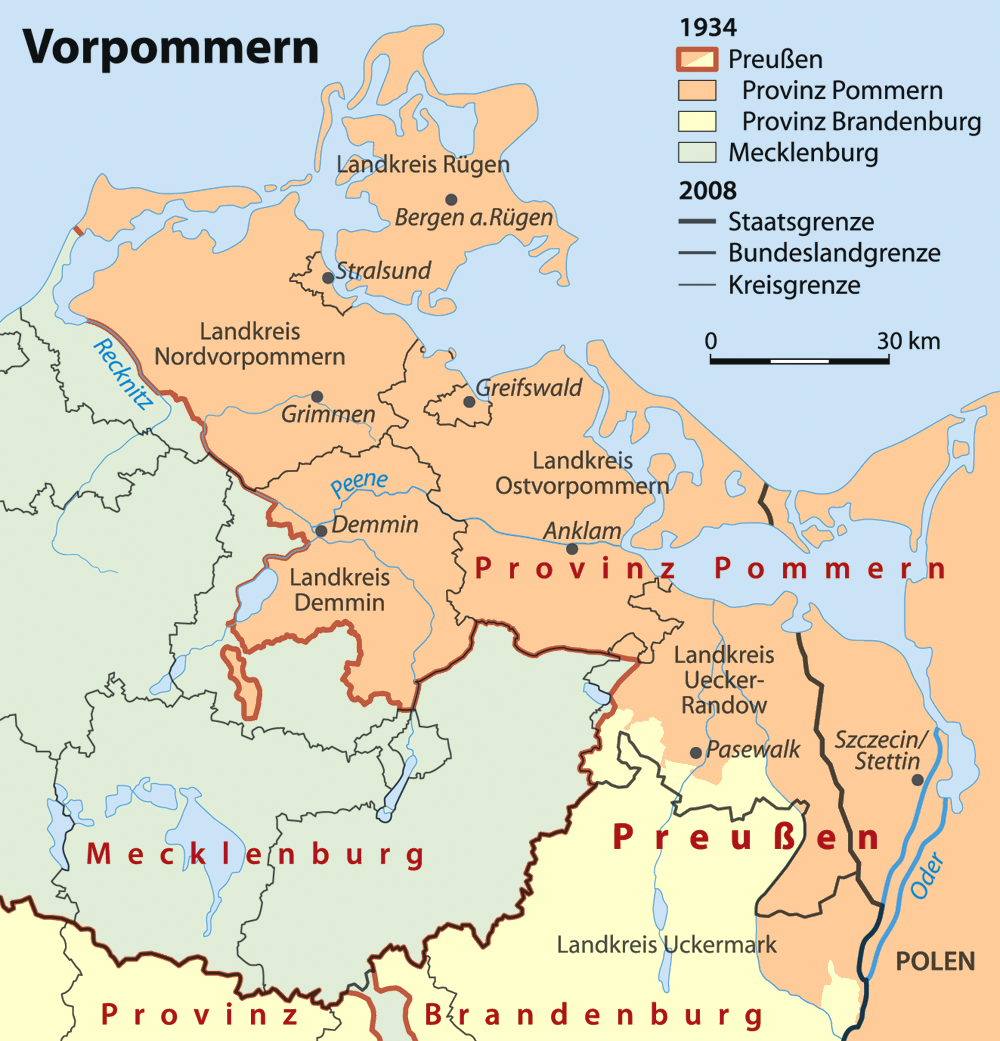
Vorpommern 1934 und 2008

Am Ende des Zweiten Weltkrieges wurde Pommern im Frühjahr 1945 von der Roten Armee erobert und in der Folgezeit nach Festlegung der Oder-Neiße-Linie geteilt.
Bereits kurz nach der Eroberung wurden in den Gebieten östlich der Oder und der Swine mit Duldung durch die sowjetische Besatzungsmacht polnische Verwaltungsorgane installiert. Erst am 3. Juli 1945 wurde auch die westlich der Oder gelegene Provinzhauptstadt Stettin von der Sowjetunion unter polnische Verwaltung gestellt, nachdem dort zunächst eine polnische und eine deutsche Stadtverwaltung neben- und gegeneinander gearbeitet hatten. Selbst die deutschen Kommunisten waren von diesem Schritt überrascht. Den genauen Verlauf der Grenze legte eine sowjetisch-polnische Kommission am 21. September 1945 in Schwerin fest. In den folgenden Wochen verschob jedoch das polnische Militär die Grenze im Umland von Stettin eigenmächtig noch weiter nach Westen. Die deutsche Bevölkerung in den unter polnische Verwaltung gestellten Gebieten wurde aus Pommern vertrieben bzw. später ausgesiedelt. Diese sogenannten „wilden Vertreibungen“ erfolgten ohne Legitimation durch die Beschlüsse der Potsdamer Konferenz im August 1945. Gleichzeitig erfolgte die Zuwanderung von Polen, die zum Teil im Zuge der Zwangsumsiedlung von Polen aus den ehemaligen polnischen Ostgebieten 1944–1946 vertrieben worden waren.
Aus dem bei Deutschland verbliebenen Teil Vorpommerns wurde zusammen mit dem ehemaligen Land Mecklenburg Anfang Juli 1945 auf Befehl der SMAD das Land Mecklenburg-Vorpommern gebildet, welches ab März 1947 nur noch Land Mecklenburg hieß. 1950 wurde die neue Ostgrenze von der jungen DDR im Görlitzer Vertrag bereits als „Friedensgrenze“ anerkannt. Nach der Verwaltungsreform in der DDR 1952 wurde das Gebiet Vorpommerns auf die Bezirke Rostock und Neubrandenburg und zu einem kleinen Teil auf den Bezirk Frankfurt (Oder) verteilt.
Im Zuge der deutschen Wiedervereinigung 1990 erkannte Deutschland im Zwei-plus-Vier-Vertrag sowie im deutsch-polnischen Grenzvertrag die Oder-Neiße-Linie endgültig und völkerrechtlich an. Mit dem Beitritt der DDR zur Bundesrepublik Deutschland wurde 1990 auch das Bundesland Mecklenburg-Vorpommern neu konstituiert, jedoch mit verändertem Gebietszuschnitt. Anlässlich der Kreisreform von 1994 wurden unter anderem die Landkreise Nordvorpommern und Ostvorpommern gebildet. Weiterhin gehören die Landkreise Demmin, Rügen und Uecker-Randow sowie die kreisfreien Städte Greifswald und Stralsund ganz oder mehrheitlich zum historischen Vorpommern. Bemühungen um die Bildung eines Regierungsbezirkes und/oder eines Landschaftsverbandes Vorpommern in der Tradition der 1875 gebildeten preußischen Provinzialverbände als Körperschaft der kommunalen Selbstverwaltung auf oberer Ebene schlugen fehl.
Ein kleiner Teil Vorpommerns, nämlich das Gebiet des jetzigen Amtes Gartz (Oder) im 1994 gebildeten Landkreis Uckermark gehört seit 1990 zum Bundesland Brandenburg.
Um die getrennten Gebiete Hinter- und Vorpommerns wieder näher zueinander zu bringen, wurde im Jahre 1995 im Rahmen der europäischen Zusammenarbeit die Euroregion Pomerania gegründet. Der Beitritt zum Schengen-Raum am 21. Dezember 2007 und auch der zukünftige Beitritt Polens zum Euro-Raum trägt überdies hinaus weiter dazu bei, das Trennende zwischen den heutigen Teilen Pommerns zu überwinden.

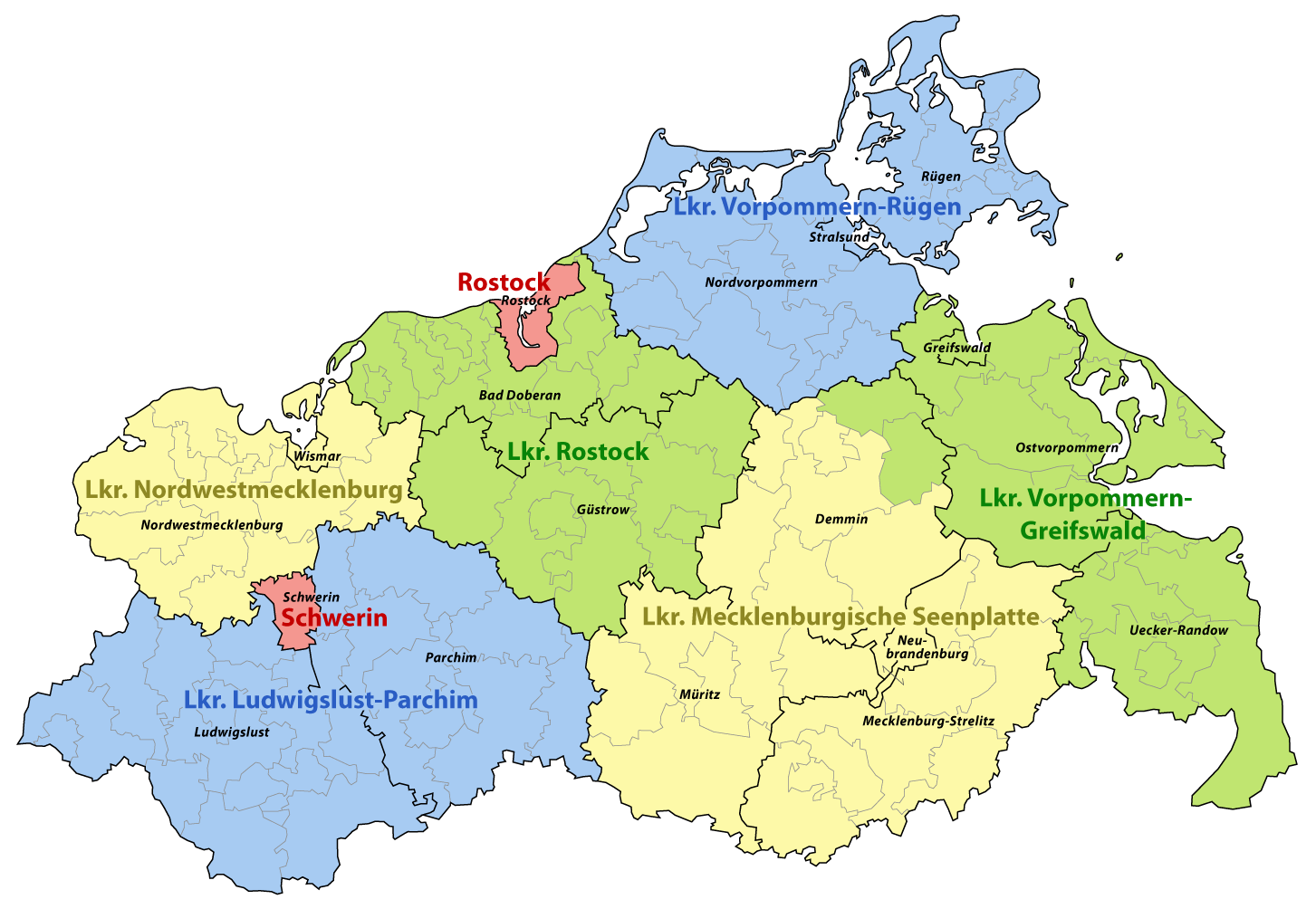
Mecklenburg-Vorpommern heute (Kreisreform 2011)

Seit der Reform der Verwaltungsgliederung in Polen im Jahre 1999 mit ihrem Ziel der Neuschaffung historischer Gebietseinteilungen gehören die heute polnischen Gebiete Pommerns zu den Woiwodschaften Westpommern mit Verwaltungssitz in Stettin und Pommern (unter Einbeziehung Pomerellens) mit Verwaltungssitz in Danzig.
Der deutsche Teil Vorpommerns wurde aufgrund der demografischen Entwicklung, namentlich des Geburtenrückgangs und der Abwanderung, im Zuge der Kreisgebietsreform Mecklenburg-Vorpommern 2011 im Wesentlichen in die zwei neuen Großkreise Vorpommern-Rügen und Vorpommern-Greifswald aufgeteilt, welche die historische pommersch-mecklenburgische Grenze wieder besser widerspiegeln sollen. Die Verwaltungssitze der neuen Kreise sind Stralsund bzw. Greifswald.